# Nartnik
Nartnik je priimek več znanih Slovencev:
- Vladimir Nartnik (*1941), jezikoslovec in literarni zgodovinar
- Marica Nartnik (*1905, † 1942), slovenska učiteljica, žrtev komunistične revolucije